# Kim Won-gi
Kim Won-gi (kor. 김 원기; ur. 6 stycznia 1962 w powiecie Hampyeong w Jeolli Południowej, zm. 27 lipca 2017 w Wonju) – południowokoreański zapaśnik w stylu klasycznym. Złoty medalista olimpijski z Los Angeles 1984 w kategorii 62 kg. Drugi w super mistrzostwach świata w 1985.